# Hamataliwa tuberculata
Hamataliwa tuberculata är en spindelart som först beskrevs av Chamberlin 1925.  Hamataliwa tuberculata ingår i släktet Hamataliwa och familjen lospindlar.
Artens utbredningsområde är Kuba. Inga underarter finns listade i Catalogue of Life.